# Nebamon (vizir)
Pour les articles homonymes, voir Nebamon.
Nebamon est un vizir de l'Égypte antique. Il a servi d'environ le règne d'Horemheb à celui de Ramsès II,.
Nebamon est attesté dans les comptes du palais memphite au début du règne de Séthi Ier.
Sa tombe n'est pas encore connue, mais se trouvait très probablement à Saqqarah. Nebamon est représenté avec le vizir Ousermontou dans la tombe thébaine TT324, ce qui montre qu'ils étaient en fonction à peu près en même temps. Son principal monument est une statue en calcaire trouvée à Abydos, aujourd'hui au musée du Caire, qui fournit une longue liste de titres. Il était lié par des liens familiaux au Grand prêtre d'Osiris, Ounennéfer.